# Thimbleby (Lincolnshire)
Thimbleby – wieś i civil parish w Anglii, w Lincolnshire, w dystrykcie East Lindsey. W 2011 civil parish liczyła 258 mieszkańców. Thimbleby jest wspomniana w Domesday Book (1086) jako Stimblebi/Stinblebi.